# 阿瑟·F·伯恩斯
亚瑟·法蘭克·伯恩斯（英語：Arthur Frank Burns，1904年4月27日—1987年6月26日）出生于奥地利斯坦尼斯劳，拥有哥伦比亚大学的学士，硕士学位和博士学位。伯恩斯在1970年1月31日至1978年3月8日担任美联储主席。
伯恩斯在罗格斯大学教书十多年，1941年又回到了母校任教。在整个教学生涯中，伯恩斯还曾担任国家经济研究局主席兼董事长。后来他出任总统经济顾问委员会主席，并且还担任总统劳工管理政策咨询委员会成员，在整个教学生涯中，伯恩斯还曾担任国家经济研究局主席兼董事长。后来他受邀出任总统经济顾问委员会主席，并且是总统劳工管理政策咨询委员会成员。在担任美联储主席之前，他一直是总统的特别顾问。
伯恩斯在“大通胀”时期（1965-1982）中期担任美联储的主席。简而言之，在大通胀期间宽松的货币政策有助于刺激通货膨胀和通胀所带来的预期上升压力，当通货膨胀开始上升时，决策者往往因为反应滞后，导致经济出现衰退。在过去十年中，一些不利于经济的因素加剧了通货膨胀。例如石油和食品价格的冲击。正如伯恩斯后来总结“在瞬息万变的时代，犯错的机会实在太多。
离开美联储后伯恩斯成为了研究美国企业研究所的杰出学者，同时他还在乔治城大学兼任教授，并继续在全国进行经济政策的演说。1979年他加入了由共和，民主两党组成的反通胀委员会，在1980年他主持里根总统设立的国际货币政策工作组，后来里根任命他为美国驻德国大使。
伯恩斯在经济领域发表了大量的论文，着重于商业周期的研究，例如他的著作《经济知识的前沿：散文》和《经济决策者的反思》。
伯恩斯在1987年去世。